# BEREG FEST
BEREG FEST — найстаріший фестиваль Закарпаття, який було започатковано у 1963 році у рамках святкування днів добросусідства між Українською РСР та Угорщиною, як міжнародний фестиваль «Дружба без кордонів».

## Історія фестивалю
Фестиваль було започатковано у 1963 році у рамках святкування днів добросусідства між Українською РСР та Угорщиною, як фестиваль «Дружба без кордонів», тодішнім керівником Берегівщини Миколою Семенюком. Протягом майже 50 років фестиваль кілька разів змінював формат та місце проведення. У 2010 році, з ініціативи голови Берегівської РДА Ігора Свища та за підтримки Берегівської районної ради, у основу формату фестивалю було покладено принцип відкритої участі, а головною ідеєю стало відродження давніх народних традицій краю. Разом з тим фестиваль отримав нову назву — «BEREG FEST», символіку та оновлену програму. У рамках проведення фестивалю було відроджено:
- давню традицію урочистої костюмованої ходи від центру міста до місця локації фесту;

- святкове відтворення давньої традиції виноробства, коли перший урожай виноградних ягід довіряли місити цнотливим дівчатам босоніж;

У 2010 році також було започатковано:
- проведення лицарських міні-турнірів за участі лицарів-реконструкторів;
- традицію запуску на повітряних кульках талісману фестивалю з побажаннями й привітаннями гостей свята;
- проведення благодійного мистецького аукціону «BEREG FEST — Дітям»;
- розіграш кубку «BEREG FEST Open» з мініфутболу;
- відкриту першість Берегівського району з армрестлінгу;
- шаховий турнір на призи фестивалю «BEREG FEST».

## Символіка
У 2010 році фестиваль отримав новий логотип, емблему та талісман.
Основу логотипу склали двоє глашатаїв з сурмами, що за давньою традиціє краю, сурмами закликають на свято врожаю — сюреті-бал. Один з них за задумом — українець, інший — угорець. Таким чином графічно передана головна ідею фестивалю — дружба без кордонів. Контури спин глашатаїв окреслюють уявний келих, що має на меті підкреслити давні традиції виноградарства та виноробства на Берегіщині. «In vino veritas» — істина у вині! BEREG FEST — це істина у справжньої дружбі.
Емблема фестивалю — це поєднані у єдиному зображені 12 символів історії, традицій та культури Берегівщини:
1. вогонь, як символ прадавнього заселення краю первісними людьми;
2. ідол, як символ первісних вірувань та уявлень населення краю;
3. вершник, як символ переселення на землі Берегівщини давніх угрів та віднайдення ними тут нової Батьківщини;
4. хрест, як символ прийняття християнства населенням краю;
5. землероб, як символ кінцевої осідлості населення краю та домінування землеробства у господарювані;
6. замок/місто, як символ активного розвитку міст та міських ремесел, торгівлі й культури;
7. лицар, як символ участі населення краю у хрестових походах середньовіччя;
8. виноградний паросток, як символ принесення у край винограду, що докорінно змінив культуру господарювання;
9. сонце, як символ домінування теплих кліматичних умов у краї;
10. виноградне гроно, як символ головної сільськогосподарської культури краю;
11. амфора, як символ давніх традицій та культури винооробства;
12. танцюристка, як символ найяскравішого традиційного свята населення — сюреті-балів.

Кількість символів є символічною. Це безперервний цикл, плинність часу: один оберт годинникової стрілки, 12 місяців — рік, з року у рік, від врожаю до врожаю, і зрештою, — від свята до свята. До того ж, зараз угорський народ, без котрого неможливо уявити собі Берегівщину, живе у ХІІ столітті з часу знаходження власної батьківщини у Панонії.
Усі 12 символів розміщені проти руху годинникової стрілки. І це також невипадково. Лінією «часу» у цьому випадку є мушля равлика, або «чіго-біго», як його називають на Берегівщині. Всі мушлі равликів закручуються по спіралі зліва на право і лише одна особина на мільйон має зворотну будову. У емблемі «BEREG FEST» використовується саме така будова, як наголос на певній унікальності фестивалю. З 2010 року гасло «BEREG FEST» — «Він такий один…».
Талісманом «BEREG FEST» є Чіга-біга (чіго-біго, равлик — українською).